# Calificările pentru Campionatul Mondial de Fotbal 2018 (UEFA) – Grupa C
Grupa C este una din cele 9 grupe UEFA din calificările pentru Campionatul Mondial de Fotbal 2018. Din această grupă fac parte:  Germania,  Cehia,  Irlanda de Nord,  Norvegia,  Azerbaidjan și  San Marino. 
Tragerea la sorți pentru prima fază (faza grupelor), a avut loc pe 25 iulie 2015, la Palatul Konstinovsky din orașul Sankt Petersburg, Rusia.
Câstigatorii de grupe se vor califica direct pentru Campionatul Mondial de Fotbal 2018. Cele mai bune echipe de pe locul doi se vor califica în play-off.

## Clasament
| Loc | Echipa              | MJ | V  | E | Î  | GM | GP | DG  | Pct | Calificare                                       |
| --- | ------------------- | -- | -- | - | -- | -- | -- | --- | --- | ------------------------------------------------ |
| 1   | Germania (Q)        | 10 | 10 | 0 | 0  | 43 | 4  | +39 | 30  | Calificare la Campionatul Mondial de Fotbal 2018 |
| 2   | Irlanda de Nord (A) | 10 | 6  | 1 | 3  | 17 | 6  | +11 | 19  | Posibil Runda secundă                            |
| 3   | Cehia (E)           | 10 | 4  | 3 | 3  | 17 | 10 | +7  | 15  |                                                  |
| 4   | Norvegia (E)        | 10 | 4  | 1 | 5  | 17 | 16 | +1  | 13  |                                                  |
| 5   | Azerbaidjan (E)     | 10 | 3  | 1 | 6  | 10 | 19 | −9  | 10  |                                                  |
| 6   | San Marino (E)      | 10 | 0  | 0 | 10 | 2  | 51 | −49 | 0   |                                                  |

1. ↑  Cele mai bune echipe de pe locul doi se vor califica în play-off.

## Meciurile
Meciurile au fost confirmate de UEFA la 26 iulie 2015, în ziua următoare extragerii.
| San Marino | 0–1                         | Azerbaidjan  |
| ---------- | --------------------------- | ------------ |
|            | Report (FIFA) Report (UEFA) | Qurbanov 45' |

| Cehia | 0–0                         | Irlanda de Nord |
| ----- | --------------------------- | --------------- |
|       | Report (FIFA) Report (UEFA) |                 |

| Norvegia | 0–3                         | Germania                    |
| -------- | --------------------------- | --------------------------- |
|          | Report (FIFA) Report (UEFA) | Müller 16', 60' Kimmich 45' |

| Azerbaidjan  | 1–0                         | Norvegia |
| ------------ | --------------------------- | -------- |
| Medvedev 11' | Report (FIFA) Report (UEFA) |          |

| Germania                  | 3–0                         | Cehia |
| ------------------------- | --------------------------- | ----- |
| Müller 13', 65' Kroos 49' | Report (FIFA) Report (UEFA) |       |

| Irlanda de Nord                               | 4–0                         | San Marino |
| --------------------------------------------- | --------------------------- | ---------- |
| Davis 26' (pen.) Lafferty 79', 90+4' Ward 85' | Report (FIFA) Report (UEFA) |            |

| Cehia | 0–0                         | Azerbaidjan |
| ----- | --------------------------- | ----------- |
|       | Report (FIFA) Report (UEFA) |             |

| Germania                | 2–0                         | Irlanda de Nord |
| ----------------------- | --------------------------- | --------------- |
| Draxler 13' Khedira 17' | Report (FIFA) Report (UEFA) |                 |

| Norvegia                                                    | 4–1                         | San Marino     |
| ----------------------------------------------------------- | --------------------------- | -------------- |
| D. Simoncini 12' (aut.) Diomandé 77' Samuelsen 82' King 83' | Report (FIFA) Report (UEFA) | Stefanelli 54' |

| Cehia                   | 2–1                         | Norvegia |
| ----------------------- | --------------------------- | -------- |
| Krmenčík 11' Zmrhal 47' | Report (FIFA) Report (UEFA) | King 87' |

| Irlanda de Nord                                   | 4–0                         | Azerbaidjan |
| ------------------------------------------------- | --------------------------- | ----------- |
| Lafferty 27' McAuley 40' McLaughlin 66' Brunt 83' | Report (FIFA) Report (UEFA) |             |

| San Marino | 0–8                         | Germania                                                                         |
| ---------- | --------------------------- | -------------------------------------------------------------------------------- |
|            | Report (FIFA) Report (UEFA) | Khedira 7' Gnabry 9', 58', 76' Hector 32', 65' Stefanelli 82' (aut.) Volland 85' |

| Azerbaidjan | 1–4                         | Germania                               |
| ----------- | --------------------------- | -------------------------------------- |
| Nazarov 31' | Report (FIFA) Report (UEFA) | Schürrle 19', 81' Müller 36' Gómez 45' |

| San Marino | 0–6                         | Cehia                                                                 |
| ---------- | --------------------------- | --------------------------------------------------------------------- |
|            | Report (FIFA) Report (UEFA) | Barák 17', 24' Darida 19', 77' (pen.) Gebre Selassie 26' Krmenčík 43' |

| Irlanda de Nord        | 2–0                         | Norvegia |
| ---------------------- | --------------------------- | -------- |
| Ward 2' Washington 33' | Report (FIFA) Report (UEFA) |          |

| Azerbaidjan | 0–1                         | Irlanda de Nord |
| ----------- | --------------------------- | --------------- |
|             | Report (FIFA) Report (UEFA) | Dallas 90+2'    |

| Germania                                                           | 7–0                         | San Marino |
| ------------------------------------------------------------------ | --------------------------- | ---------- |
| Draxler 11' Wagner 16', 29', 85' Younes 38' Mustafi 47' Brandt 72' | Report (FIFA) Report (UEFA) |            |

| Norvegia             | 1–1                         | Cehia              |
| -------------------- | --------------------------- | ------------------ |
| Søderlund 55' (pen.) | Report (FIFA) Report (UEFA) | Gebre Selassie 36' |

| Cehia      | 1–2                         | Germania              |
| ---------- | --------------------------- | --------------------- |
| Darida 78' | Report (FIFA) Report (UEFA) | Werner 4' Hummels 88' |

| Norvegia                           | 2–0                         | Azerbaidjan |
| ---------------------------------- | --------------------------- | ----------- |
| King 31' (pen.) Sadygov 60' (aut.) | Report (FIFA) Report (UEFA) |             |

| San Marino | 0–3                         | Irlanda de Nord                    |
| ---------- | --------------------------- | ---------------------------------- |
|            | Report (FIFA) Report (UEFA) | Magennis 70', 75' Davis 78' (pen.) |

| Azerbaidjan                                                     | 5–1                         | San Marino  |
| --------------------------------------------------------------- | --------------------------- | ----------- |
| Ismayilov 20', 57' Abdullayev 24' Cevoli 71' (aut.) Sadygov 81' | Report (FIFA) Report (UEFA) | Palazzi 74' |

| Germania                                                    | 6–0                         | Norvegia |
| ----------------------------------------------------------- | --------------------------- | -------- |
| Özil 10' Draxler 17' Werner 21', 40' Goretzka 50' Gómez 79' | Report (FIFA) Report (UEFA) |          |

| Irlanda de Nord     | 2–0                         | Cehia |
| ------------------- | --------------------------- | ----- |
| Evans 28' Brunt 41' | Report (FIFA) Report (UEFA) |       |

| Azerbaidjan          | 1–2                         | Cehia               |
| -------------------- | --------------------------- | ------------------- |
| Ismayilov 55' (pen.) | Report (FIFA) Report (UEFA) | Kopic 35' Barák 66' |

| Irlanda de Nord | 1–3                         | Germania                       |
| --------------- | --------------------------- | ------------------------------ |
| Magennis 90+3'  | Report (FIFA) Report (UEFA) | Rudy 2' Wagner 21' Kimmich 86' |

| San Marino | 0–8                         | Norvegia                                                                          |
| ---------- | --------------------------- | --------------------------------------------------------------------------------- |
|            | Report (FIFA) Report (UEFA) | Henriksen 8' King 14' (pen.), 17' Elyounoussi 39', 48', 68' Selnæs 58' Linnes 86' |

| Cehia                                           | 5–0                         | San Marino |
| ----------------------------------------------- | --------------------------- | ---------- |
| Krmenčík 8', 23' Kopic 27' Novák 71' Kadlec 83' | Report (FIFA) Report (UEFA) |            |

| Germania                                        | 5–1                         | Azerbaidjan   |
| ----------------------------------------------- | --------------------------- | ------------- |
| Goretzka 8', 66' Wagner 54' Rüdiger 64' Can 81' | Report (FIFA) Report (UEFA) | Sheydayev 34' |

| Norvegia         | 1–0                         | Irlanda de Nord |
| ---------------- | --------------------------- | --------------- |
| Brunt 71' (aut.) | Report (FIFA) Report (UEFA) |                 |

## Marcatorii
Au fost marcate 106 goluri în 30 meciuri.
5 goluri
- Thomas Müller
- Sandro Wagner
- Joshua King

4 goluri
- Michal Krmenčík

3 goluri
- Afran Ismayilov
- Antonín Barák
- Vladimír Darida
- Julian Draxler
- Serge Gnabry
- Leon Goretzka
- Timo Werner
- Kyle Lafferty
- Josh Magennis
- Mohamed Elyounoussi

2 goluri
- Theodor Gebre Selassie
- Jan Kopic
- Mario Gómez
- Jonas Hector
- Sami Khedira
- Joshua Kimmich
- André Schürrle
- Chris Brunt
- Steven Davis
- Jamie Ward

1 gol
- Araz Abdullayev
- Maksim Medvedev
- Dimitrij Nazarov
- Ruslan Qurbanov
- Rashad Sadygov
- Ramil Sheydayev
- Václav Kadlec
- Filip Novák
- Jaromír Zmrhal
- Julian Brandt
- Emre Can
- Mats Hummels
- Toni Kroos
- Shkodran Mustafi
- Mesut Özil
- Antonio Rüdiger
- Sebastian Rudy
- Kevin Volland
- Amin Younes
- Stuart Dallas
- Jonny Evans
- Gareth McAuley
- Conor McLaughlin
- Conor Washington
- Adama Diomandé
- Markus Henriksen
- Martin Linnes
- Martin Samuelsen
- Ole Selnæs
- Alexander Søderlund
- Mirko Palazzi
- Mattia Stefanelli

1 autogol
- Rashad Sadygov (Jucând contra Norvegiei)
- Chris Brunt (Jucând contra Norvegiei)
- Michele Cevoli (Jucând contra Azerbaidjanului)
- Davide Simoncini (Jucând contra Norvegiei)
- Mattia Stefanelli (Jucând contra Germaniei)